# Mao Xinyuan
Mao Xinyuan, född 2 juli 1971, är en friidrottare från Kina. Han deltog vid olympiska sommarspelen 1996.